# Grand Slam (tennis)
Grand Slam i tennis rymmer flera olika begrepp. En äkta Grand Slam innebär att samma spelare vinner alla de fyra stora internationella tennismästerskapen under samma kalenderår (spelsäsong). Turneringarna är Australiska öppna i Melbourne i januari, Franska öppna i Paris i maj/juni, Wimbledonmästerskapen i juni/juli och US Open i New York i augusti/september. Dessa turneringar kallas Grand Slam-turneringar.
Konsekutiv Grand Slam innebär att samma spelare samtidigt håller titlarna i de fyra mästerskapen, men inte har vunnit dem under ett och samma kalenderår. Den spelare som har klarat en karriär-Grand Slam har vunnit samtliga mästerskap men inte i följd. En Grand Slam kan erövras i singel, dubbel och mixed dubbel av såväl damer som herrar.

## Bakgrund
Begreppet Grand Slam myntades 1933, då den australiske tennisspelaren Jack Crawford var nära att vinna herrsingeln i alla de fyra mästerskapen. Som förste spelare någonsin vann han under den säsongen de australiska och franska mästerskapen, och dessutom Wimbledon. Senare på hösten nådde han finalen i amerikanska mästerskapen, där han mötte den brittiske spelaren Fred Perry. Inför den matchen skrev sportjournalisten John Kieran vid New York Times som en analogi till uttrycket "Grand slam" i kortspelet bridge (ungefärlig översättning från engelskan):
Om Crawford vinner i dag mot Perry har han på tennisbanan gjort något som motsvarar en Grand Slam i bridge.
Crawford förlorade visserligen matchen, men uttrycket Grand Slam blev kvar.
I princip var från början bara amatörspelare välkomna att tävla i de fyra stora turneringarna. Detta gällde fram till 1968 då Grand Slam-turneringarna efter påtryckningar från flera nationella förbund blev öppna för både amatörer och professionella spelare. Därmed hade Open Era inletts.

## Bantyper
Grand Slam-turneringarna spelas på tre olika bantyper; hard-court (handelsnamnet Rebound Ace, 2008 bytt till något långsammare Plexipave i Australiska öppna och DecoTurf i US Open), gräs (Wimbledonmästerskapen) och klassiskt rött grus (terre battue  i Franska öppna). Av dessa bantyper är grusunderlaget långsammast och gräsunderlaget snabbast. Detta betyder att bollen vid studs på grus förlorar mer fart än på gräs. Bollen studsar samtidigt högre på grus än på gräs. Hardcourt-banorna har egenskaper mellan grus och gräs. Skillnaderna mellan underlagen tvingar spelarna att anpassa både grundslag och taktik. Långsammare tennisbollar (typ III med större diameter) används sedan 2000 på snabbt underlag, bland annat på gräsbanorna i Wimbledonmästerskapen. Där har man också infört en ny typ av gräs för att ytterligare göra spelet långsammare. Genom tennishistorien har det visat sig vara mycket svårt för en enskild toppspelare att behärska både grus- (Franska öppna) och grässpel (Wimbledon) tillräckligt väl för att vinna Grand Slam-titlar på båda underlagen. Bland herrarna har åren 1925–2010 18 spelare (av totalt 52 herrsegrare i Franska öppna och 48 i Wimbledon) lyckats med detta, tio under samma år och endast tre av dem samma år mer än en gång (Rod Laver 1962 och 1969, Björn Borg 1978, 1979 och 1980 och Rafael Nadal 2008 och 2010). Bland damerna har 17 spelare lyckats vinna båda turneringarna, 11 av dessa samma år, varav två spelare samma år vid fyra tillfällen (Helen Wills Moody 1928, 1929, 1930, 1932 och Steffi Graf 1988, 1993, 1995 och 1996).

## Hawk-Eye
Från säsongen 2008 används Hawk-Eye i Grand-slamturneringarna utom Franska öppna som officiellt videokamerabaserat datoriserat hjälpmedel för att korrigera tveksamma domslut. I Franska öppna anses systemet överflödigt eftersom bollen i gruset lämnar tydliga lättydda avtryck. Systemet finns ändå i den turneringen för att samla intressant statistiskt material från matcherna.

## Tennisens Äkta Grand Slam

### Singel
Att vinna en äkta Grand Slam har över tiden visat sig vara mycket svårt. I singel har bara fem personer lyckats med detta, av vilka en har gjort det vid två tillfällen: 
- Donald Budge, USA (1938)
- Maureen Connolly, USA (1953)
- Rod Laver, Australien (1962 och 1969)
- Margaret Smith Court, Australien (1970)
- Steffi Graf, Tyskland (1988) – dessutom kombinerat med guldmedalj i singelturneringen i sommar-OS, vilket innebär att hon 1988 som hittills enda spelare tog vad som kan kallas en "Golden Slam".

Ingen svensk har vunnit en äkta Grand Slam. Närmast var Mats Wilander 1988 när han vann australiska, franska och amerikanska mästerskapen. I Wimbledon förlorade han dock i kvartsfinalen mot (tjecko)slovaken Miloslav Mečíř. Wilander har dock vunnit Wimbledon en gång i dubbel (1986).

### Dubbel
- Frank Sedgman och Ken McGregor, Australien (1951)
- Martina Navratilova och Pam Shriver, USA (1984)

### Mixed dubbel
- Margaret Smith Court och Ken Fletcher, Australien (1963)

### Juniorsingel
- Stefan Edberg, Sverige (1983)

## Konsekutiva titlar i Grand Slam-turneringar
Numera likställer också International tennis federation (ITF) konsekutiva titelvinster med en äkta Tennisens Grand Slam.

### Singel damer
- Martina Navratilova (1983-84, vinst av sex singeltitlar i följd)
- Steffi Graf (1993-94)
- Serena Williams, USA (2002-03), (2014-2015)

### Singel herrar
- Novak Djokovic, Serbien (2015-16)

### Dubbel damer
- Gigi Fernandez och Natalija Zvereva, USA/Vitryssland (1992-93, vinst av sex dubbeltitlar i följd).

## Karriär-Grand Slam
Ett antal spelare har vunnit en så kallad "Karriär-Grand Slam", det vill säga seger i alla fyra GS-turneringar, men inte i följd. 

### Singel herrar
De manliga spelare med en karriär-Grand Slam (men inte äkta eller konsekutiv Grand Slam) i singel är:
- Fred Perry, Storbritannien
- Roy Emerson, Australien
- André Agassi, USA
- Rafael Nadal, Spanien
- Roger Federer, Schweiz
- Novak Djokovic, Serbien

### Singel damer
De kvinnliga spelarna med en karriär-Grand Slam (men inte äkta eller konsekutiv Grand Slam) i singel är:
- Doris Hart, USA
- Shirley Fry, USA
- Billie Jean King, USA
- Chris Evert, USA
- Marija Sjarapova, (Ryssland)

### Dubbel herrar
Av svenska tennisspelare har Anders Järryd (1983–1989) och Jonas Björkman (1998–2005) vunnit en karriär-Grand Slam i dubbel.